# Hemimyzon pengi
Hemimyzon pengi és una espècie de peix de la família dels balitòrids i de l'ordre dels cipriniformes.

## Morfologia
Els mascles poden assolir els 5,9 cm de longitud total.

## Distribució geogràfica
Es troba a la conca del Mekong a Laos i Yunnan (Xina).